# Мороховець Тимофій Леонідович
Тимофій Леонідович Мороховець (16 листопада 1983, Польове містечко Смоленської області, Росія) — фронтмен і засновник гурту «PanKe Shava», поет і композитор, автор усіх пісень гурту PanKe Shava.

## Біографія
Тимофій Мороховець народився 16 листопада 1983 року в Польовому містечку Смоленської області, Росія, в родині службовців. За його словами, історично склалося так, що він є єдиною особою, хто народився у цьому містечку. За рік батьки переїхали в смт Диканька Полтавської області, де 1990 року Тимофій вступив до Диканського НВК № 1, який і закінчив у 2000 році.
Після закінчення школи навчався по Президентській стипендії в Академії муніципального управління, працював журналістом кількох видань, ведучим масових заходів та концертів. Після закінчення Академії з дипломом спеціаліста за фахом «Правознавство» очолив юридичний відділ ТОВ «Сундара», а з травня 2005 по листопад 2007 року працював креативним директором цього підприємства.
Активно займався громадською діяльністю: з червня 1999 року — член Народно-демократичної ліги молоді (Полтавська обласна організація НДЛМ), 1999 року по 2001 рік — член Ради НДЛМ. З 30.08.1999 по 09.09.2001 рр. — голова Диканської районної організації Народно-демократичної ліги молоді. В період з жовтня 2001 р. по 10 вересня 2005 р. — член Правління Київської міської організації НДЛМ, голова первинної організації НДЛМ Академії муніципального управління.
Із 2005 року власник мистецької агенції «Повітряний Змій».
З 2008 року — голова ВМГО «Майстерня концептуального мистецтва», координатор фестивалю «Отроків» (Хмельницька обл.), організатор фестивалю «PanKe Shava Live Aid Festival», автор та ведучий радіопрограм та концертів «Шабаш» (Полтава), власник студії «Because Records».
Працював креативним директором ювелірної компанії «Jonardano».
З 2013 року — артдиректор фестивалю «Woodstock Україна».

## Погляди та вподобання

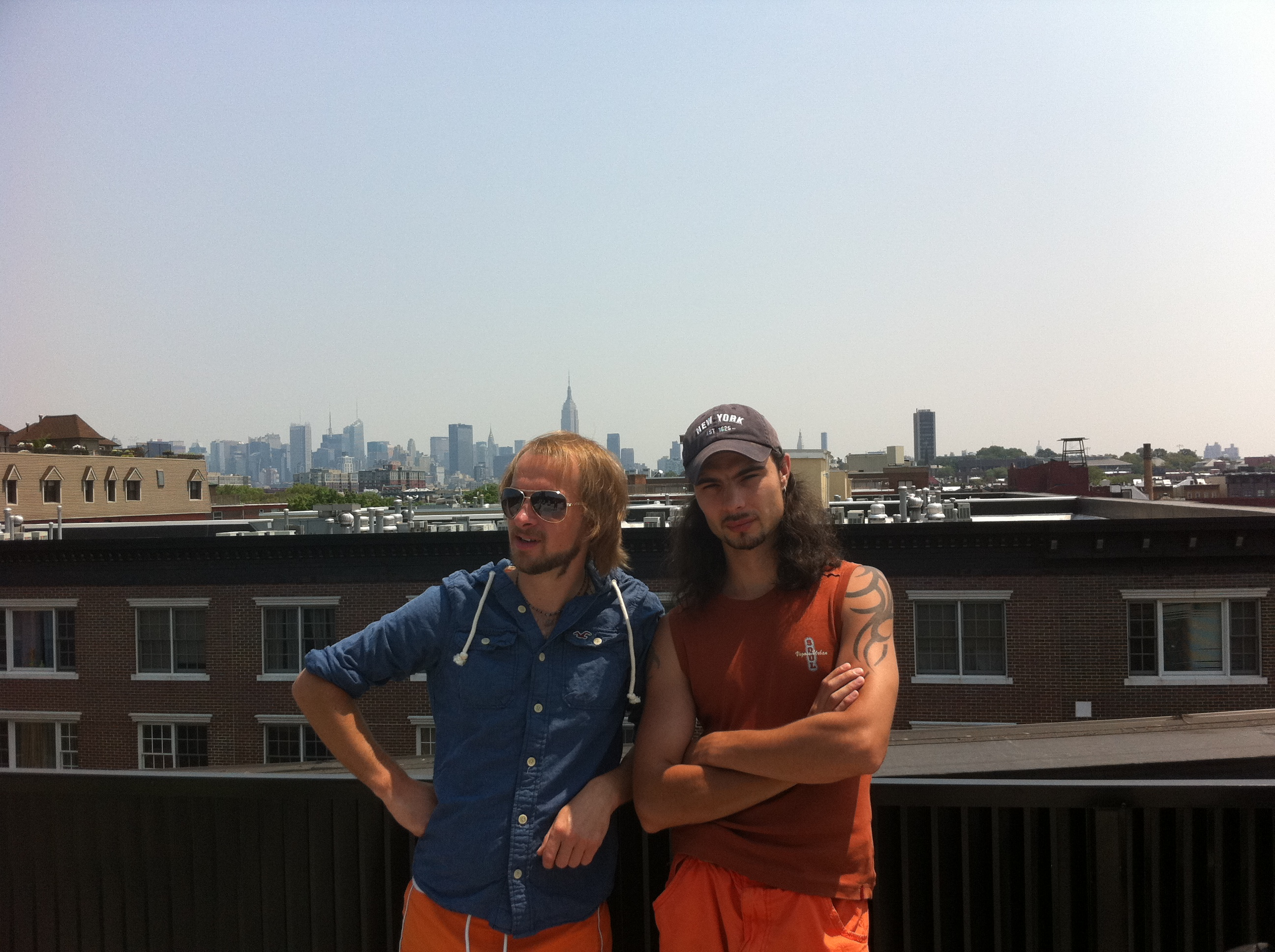
Тимофій Мороховець та Макс Кортес у Нью-Йорку, 2011

Тимофій пропагує здоровий спосіб життя, займається йогою.
«Вегетаріанець і пацифіст, він руйнує міфи про те, що написання текстів та композицій в рок — музиці нерозривно пов'язане з вживанням будь-яких стимуляторів: допінгу, наркотиків чи алкоголю».
В студентські роки активно захоплювався спортом, грав за національну юнацьку збірну по міні-футболу, або футзалу. І понині цей вид спорту лишається одним із хобі.
Часто бере участь у соціальних та благодійних проектах, зокрема гурт «PanKe Shava» відзначився співпрацею із фондами «Великий Оркестр Святкової Допомоги» та «Серце до серця».
Також Тимофій любить подорожувати, вже відвідав понад 20 країн світу, певний час жив у Нью-Йорку (США).

## Музична діяльність

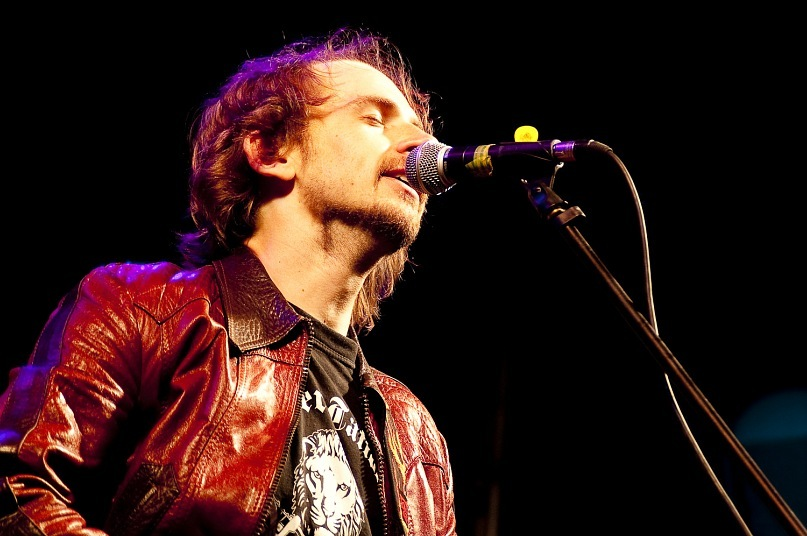
Тимофій Мороховець під час виступу, 2011

Закінчив музичну школу по класу ударних інструментів, але на сцені виступає як гітарист і вокаліст.
2003 року заснував музичну формацію «Повітряний зМій» разом із Вячеславом Бородаєм і Андрієм «Джорданом» Черкасовим (зараз — бас-гітарист гурту «АтмАсфера»).
У 2008 році Тимофій Мороховець створює музичний гурт «PanKe Shava», яким займається і нині. Гурт декілька разів змінював склад та своє місцерозташування — перемістившись зі Львова до Полтави, та зараз базується у м. Київ.
Стиль «PanKe Shava» можна описати як «rock'n`love» з елементами етно, оригінальний набір інструментів забезпечує впізнаваність серед інших представників рок-музики. Гурт активно гастролює як в Україні, так і за кордоном, даючи сольні виступи та відвідуючі великі музичні фестивалі. Зокрема, у 2013 році «PanKe Shava» зіграли на таких фестивалях як «Рок'n'Січ», «Bataille des Nations» («Битва націй», Франція), «The Best City.UA», «Woodstock Україна», «Przystanek Woodstock» (Польща), «Бандерштат».
Паралельно існує проект «Lost Wanderer».